# Ouvrage de Sainte-Agnès
L'ouvrage de Sainte-Agnès est une fortification faisant partie de la ligne Maginot, située sur la commune de Sainte-Agnès dans le département des Alpes-Maritimes.
Constitué de six blocs perchés sur un sommet au-dessus de Menton, cet ouvrage devait interdire par les feux de son artillerie le passage par le littoral méditerranéen. Pendant les combats de juin 1940 contre l'armée italienne, son équipage effectua des tirs pendant quelques jours.

## Description

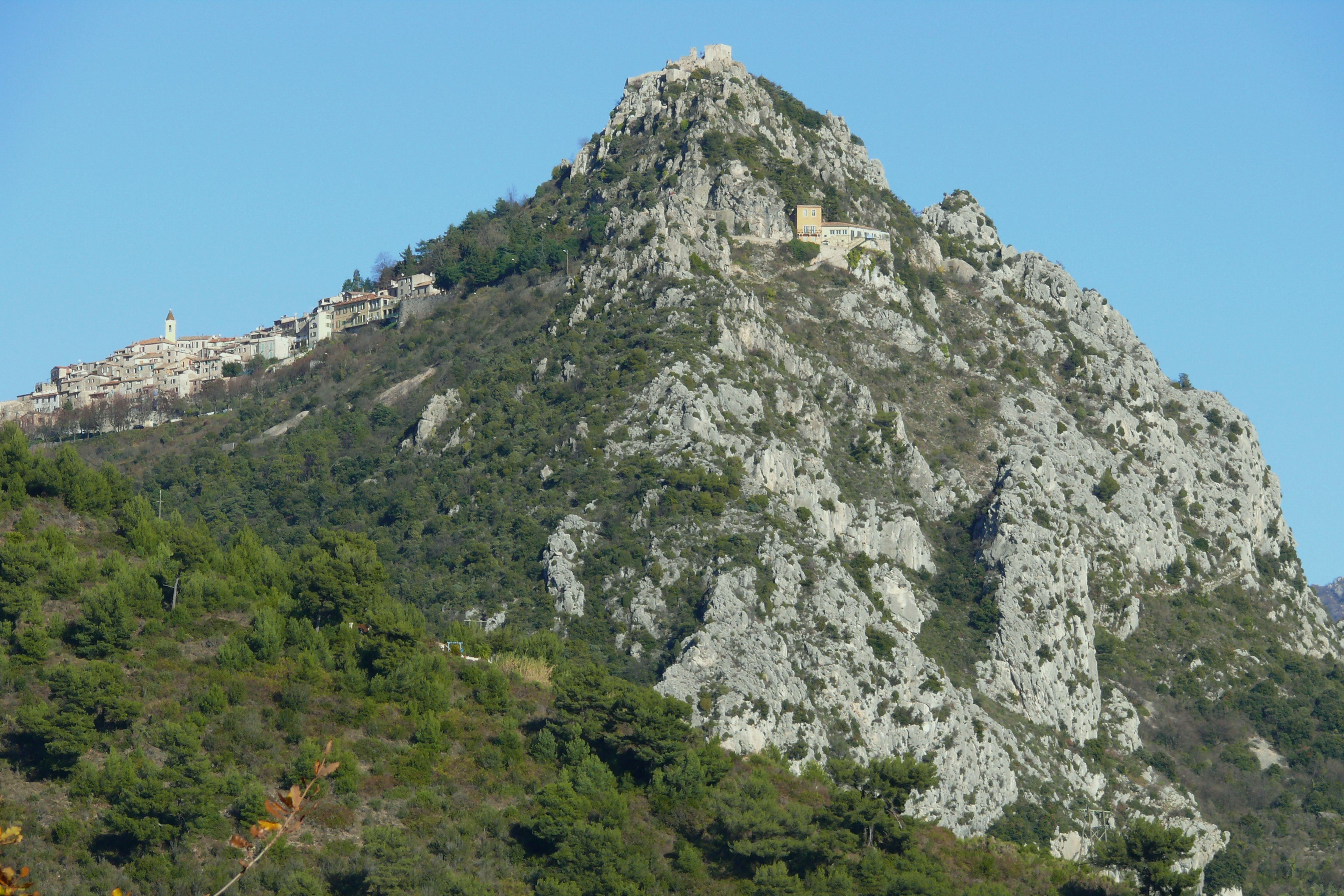
Le village perché de Sainte-Agnès (à gauche) et les ruines de son château (sur le sommet), vus depuis la route de Gorbio. Les galeries de l'ouvrage sont taillées dans la roche, ne laissant en surface que des blocs assez discrets (le bloc 2 est visible juste en dessous du château).

L'ouvrage a été construit en bordure du village de Sainte-Agnès, une petite agglomération perchée sur le versant occidental de la cote 766. Cet emplacement domine le littoral méditerranéen, juste au-dessus de Menton (cette dernière est à seulement quatre kilomètres au sud-est).

### Position sur la ligne
L'ouvrage a but de défendre le territoire français contre l'armée italienne, débouchant des sentiers muletiers ou de la route côtière traversant la frontière franco-italienne. L'ouvrage faisait partie de la ligne Maginot, dans le secteur fortifié des Alpes-Maritimes. Ce secteur était subdivisé en cinq sous-secteurs : Sainte-Agnès se trouve dans celui le plus au sud, le « sous-secteur des Corniches », qui comprenait deux lignes successives de fortifications.
La plus puissante est appelée la « ligne principale de résistance ». Dans le sous-secteur des Corniches, elle se situe en retrait à cinq kilomètres de la frontière franco-italienne, le long des hauteurs bordant à l'ouest de la vallée du Careï, avec un succession d'ouvrages bétonnés, s'appuyant mutuellement avec des mitrailleuses et de l'artillerie sous casemates : les ouvrages du Col-des-Banquettes (EO 7), de Castillon (EO 8), de Sainte-Agnès (EO 9), du Col-de-Garde (EO 10), du Mont-Agel (EO 11), de Roquebrune (EO 13), de la Croupe-du-Réservoir (EO 14) et de Cap-Martin (EO 15). L'ouvrage de Sainte-Agnès croise ses feux d'artillerie avec l'ouvrage de Castillon à 4 km de distance au nord et avec celui de Roquebrune, à 3,2 km au sud. La continuité des tirs de mitrailleuses est assurée entre Castillon et Sainte-Agnès par le petit ouvrage du Col-des-Banquettes et entre Sainte-Agnès et Roquebrune par le petit ouvrage de Col-de-Garde, ainsi que par une série de blockhaus d'infanterie.
En avant de cette ligne principale, une seconde ligne a été construite pour donner l'alerte, retarder au maximum une attaque brusquée et couvrir un peu les trois communes se trouvant à l'est des ouvrages (du nord au sud Castillon, Castellar et Menton). Cette ligne est composée d'« avant-postes », qui sont beaucoup plus petits (et beaucoup moins chers) que les ouvrages de la ligne principale ; sur les 29 avant-postes alpins (AP), sept ont été construits dans le sous-secteur des Corniches. Six de ces avant-postes barrent les différents chemins descendant de la ligne de crêtes marquant la frontière : du nord au sud l'AP de la Baisse-de-Scuvion (à 1 154 m d'altitude, sous le mont Roulabre), l'AP de Pierre-Pointue (à 1 156 m), l'AP de Fascia-Founda (dans la Baisse de Faïche-Fonda, à environ 1 000 m d'altitude), l'AP de la Péna (sur le rocher de la Penna, à 727 m), l'AP de La Colletta (sur le chemin de l'Orméa, à 466 m), l'AP du Collet-du-Pillon (sur le chemin des Granges de Saint-Paul, à 400 m, aujourd'hui sous les remblais d'un terrain de sport) et l'AP de Pont-Saint-Louis (barrant la route littorale).

### Souterrains
Comme tous les autres ouvrages de la ligne Maginot, celui de Sainte-Agnès est conçu pour résister à un bombardement d'obus de très gros calibre. Les organes de soutien sont donc aménagés en souterrain, creusés au minimum sous douze mètres de roche, tandis que les organes de combat, dispersés en surface sous forme de blocs, sont protégés par d'épais cuirassements en acier et des couches de béton armé.
La caserne de temps de guerre (avec 144 couchages), la salle des filtres à air, les PC, le central téléphonique, les magasins à munitions, les réservoirs d'eau, de gazole (27 000 litres, de quoi tenir trois mois) et de nourriture sont tous en souterrain, reliés entre eux par des galeries équipées d'une voie ferrée étroite de 60 cm où roulent des wagonnets poussés à bras (les caisses d'obus font de 80 à 105 kg). L'entrée est de plain-pied, comme l'accès au bloc 2, tandis que pour les blocs 3 et 4 il se fait par des puits avec escaliers et monte-charge.
En cas de coupure de l'alimentation électrique (du 210 volts alternatif, fournit par le réseau civil) nécessaire à l'éclairage et aux monte-charges, l'usine disposait de trois groupes électrogènes (un seul suffisait en régime normal), composés chacun d'un moteur Diesel SMIM 4 SR 19 (quatre cylindres, fournissant une puissance de 100 ch à 600 tr/min) couplé à un alternateur, complétés par un petit groupe auxiliaire (un moteur CLM 1 PJ 65, de 8 ch à 1 000 tr/min) servant à l'éclairage d'urgence de l'usine et au démarrage pneumatique des gros moteurs. Le refroidissement des moteurs se fait par circulation d'eau, fournie par une réserve de 66 000 litres, tandis que l'eau destinée à l'équipage est stockée dans trois grandes citernes, chacune de 30 000 litres, l'approvisionnement se faisant par une source captée.

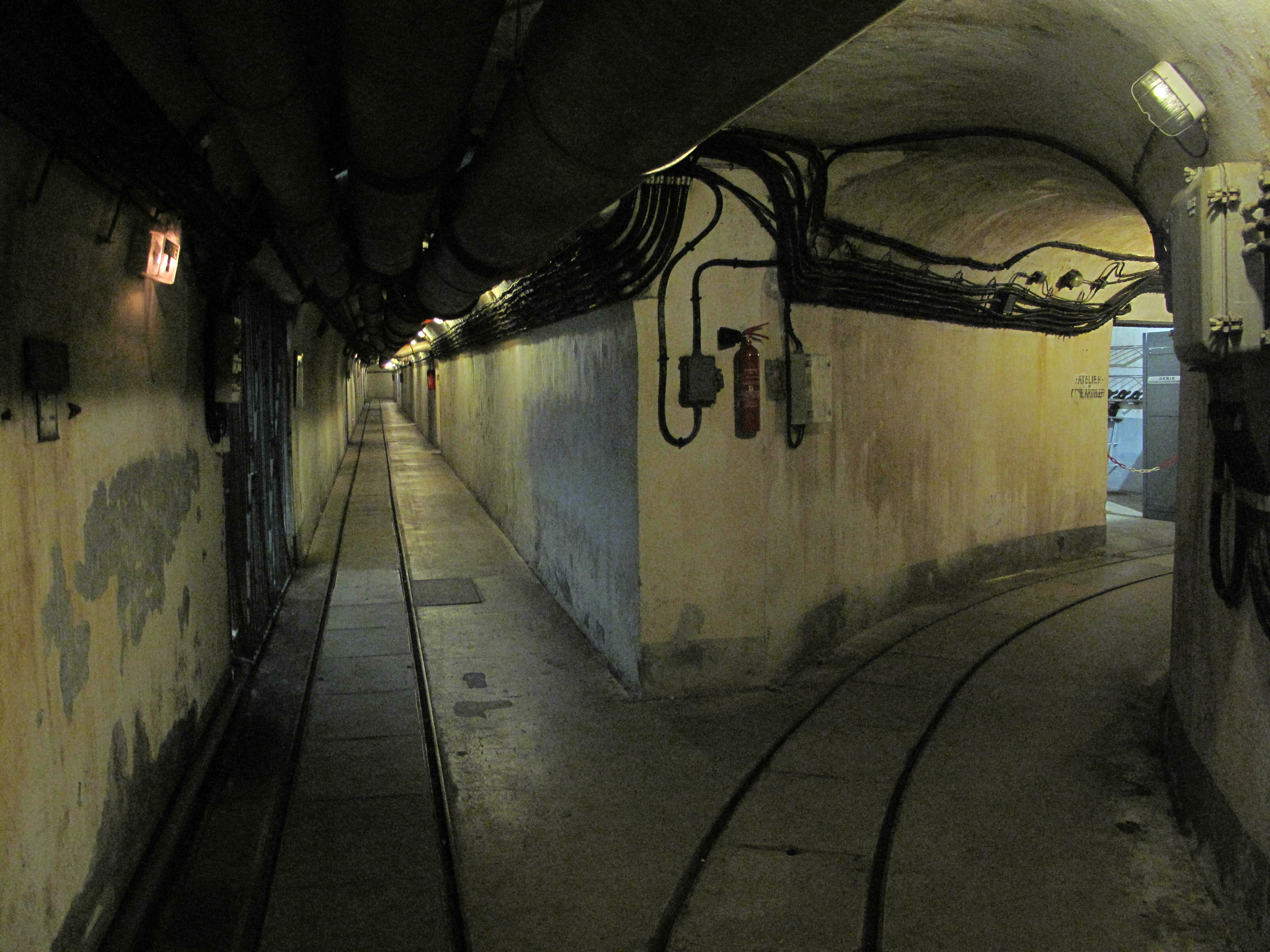
Les galeries de l'ouvrage, par où passent les gaines de ventilation, la voie ferrée, les câbles électriques et téléphoniques.
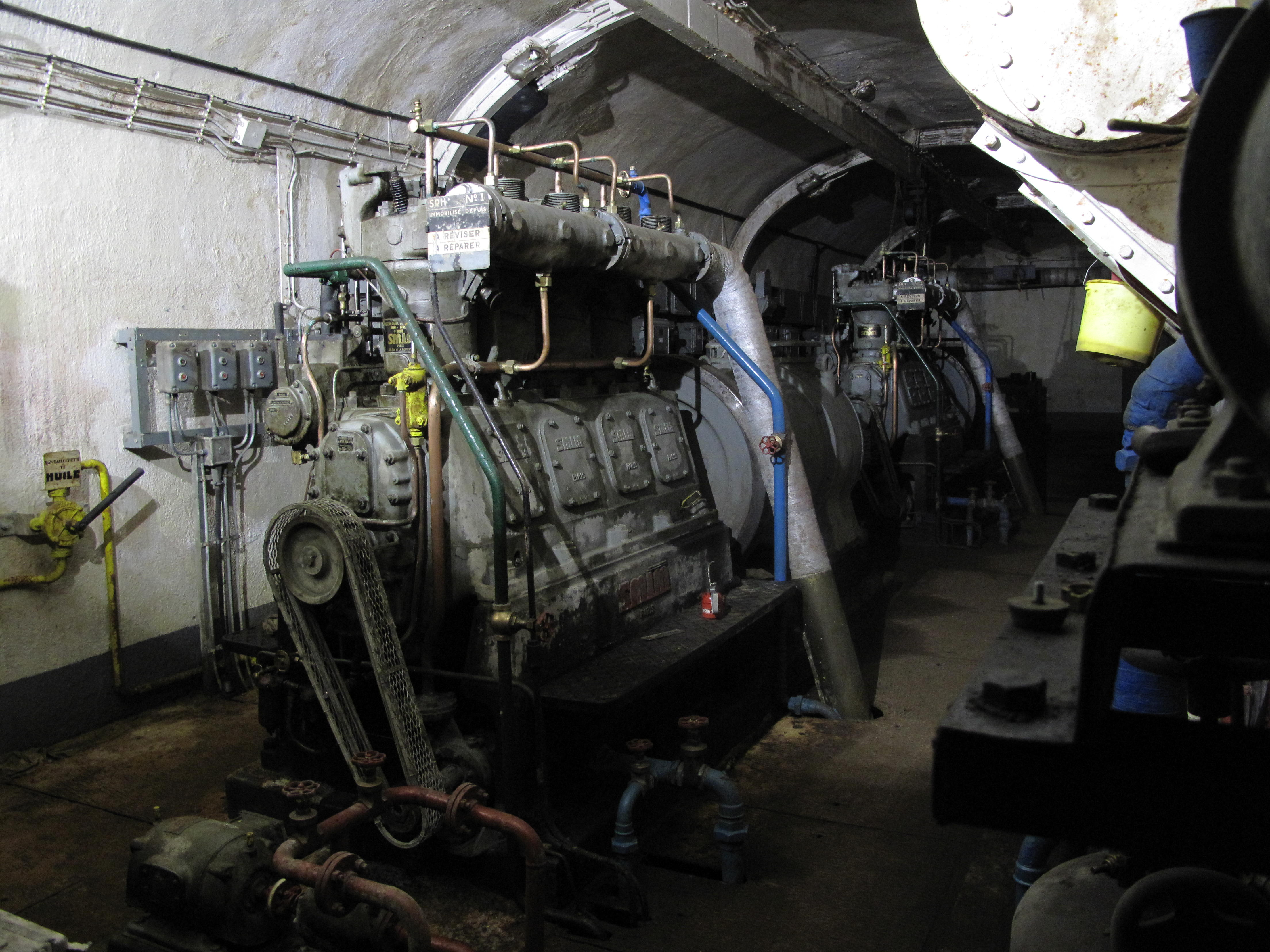
Les deux moteurs Diesel encore présents (le troisième a explosé en 1961), qui servaient à produire l'électricité.
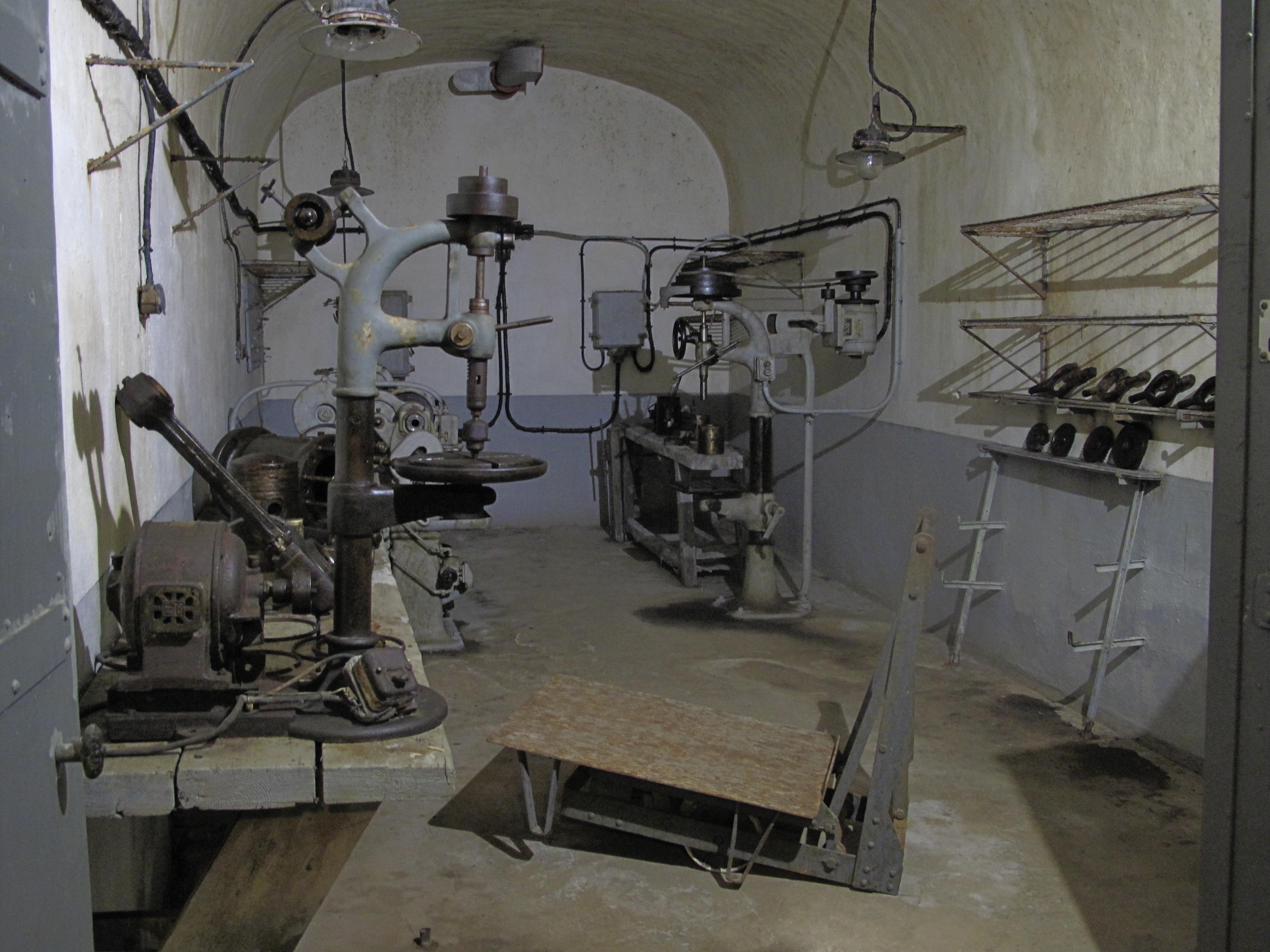
L'usine de l'ouvrage comporte aussi un atelier de réparation : un tour, une perceuse, une forge et un poste de soudure.
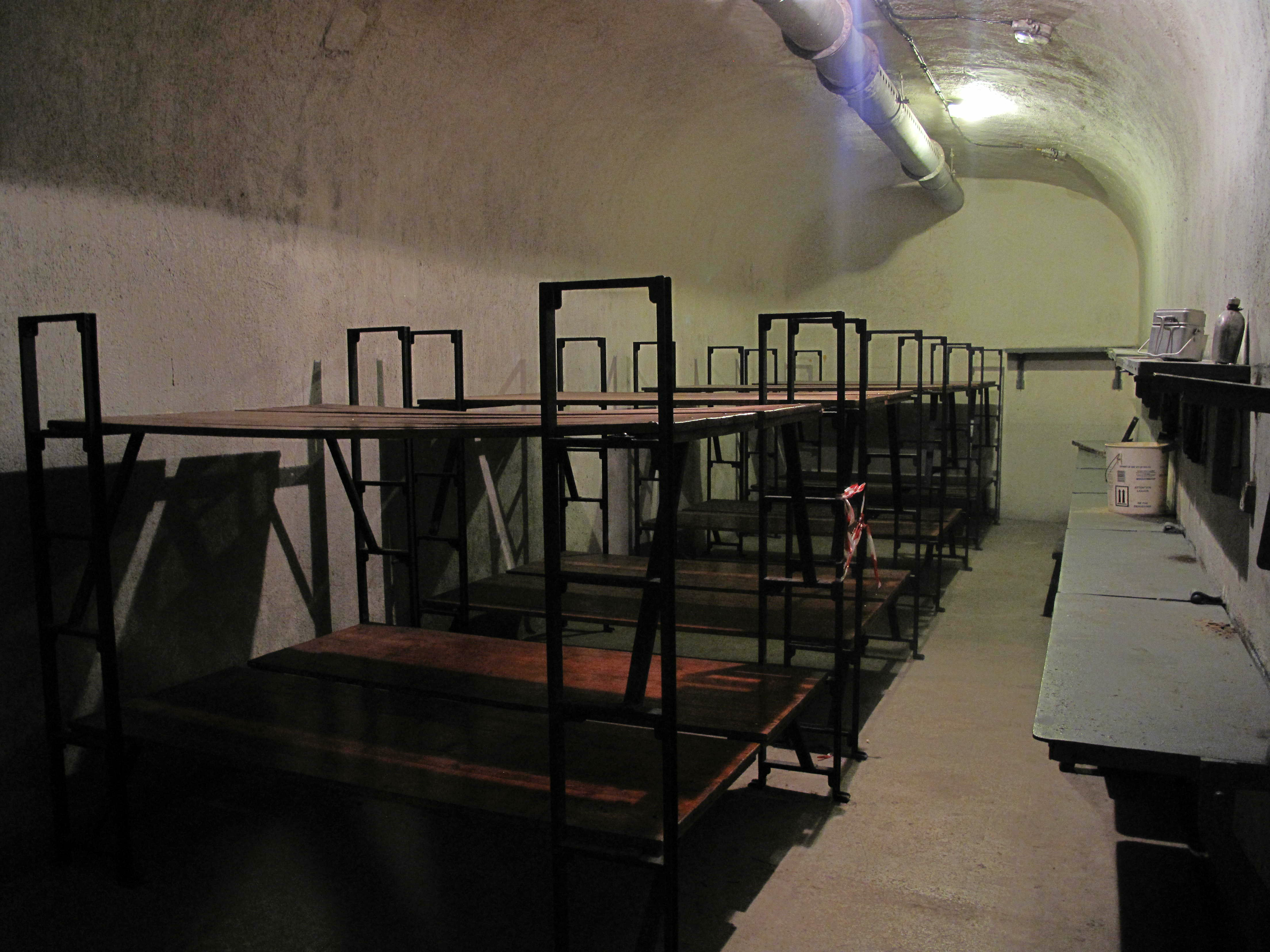
Les travées de la caserne sont aménagées en chambres pour la troupe, deux hommes se partageant la même couchette.

### Blocs
En surface, les sept blocs sont dispersés à l'est et au sud du village de Sainte-Agnès. Chaque bloc de combat dispose d'une certaine autonomie, avec ses propres magasins à munitions (le M 3 à côté de la chambre de tir et le M 2 en bas du bloc), sa salle de repos, ses PC, ainsi que son système de ventilation et de filtration de l'air. L'ensemble des blocs est ceinturé par un réseau de fils de fer barbelés, toute la zone est battue par les fusils mitrailleurs (des MAC 24/29 tirant 140 balles à la minute) installés dans les différents créneaux et cloches, se soutenant mutuellement. L'accès à chaque façade est bloqué par un fossé diamant, qui sert aussi à recevoir les débris de béton lors des bombardements. Étant donné que les positions de mise en batterie pour de l'artillerie lourde sont rares en montagne, le niveau de protection est moins important que dans le Nord-Est (les ouvrages construits en Alsace, en Lorraine et dans le Nord). Dans le Sud-Est (les Alpes), les dalles des blocs font 2,5 mètres d'épaisseur (théoriquement à l'épreuve de deux coups d'obus de 300 mm), les murs exposés 2,75 m, les autres murs, les radiers et les planchers un mètre. L'intérieur des dalles et murs exposés est en plus recouvert de 5 mm de tôle pour protéger le personnel de la formation de ménisque (projection de béton à l'intérieur, aussi dangereux qu'un obus).
Le bloc 1 se situe à la sortie sud du village, à 671 m d'altitude. C'est l'entrée de l'ouvrage, devant laquelle se termine la route d'accès. Il s'agit d'une entrée mixte, regroupant l'entrée du matériel, qui se fait par un pont-levis ajouré (où peut entrer un petit camion) et l'entrée du personnel, par une porte blindée. La façade est défendue par trois créneaux pour fusil mitrailleur (une MAC 1924/1929, pouvant tirer de 200 à 400 coups à la minute, l'alimentation se faisant par chargeurs droits de 25 cartouches) et une cloche LG (lance-grenades). Une fois passé le pont-levis, le début de la galerie sert de zone de déchargement pour un camion ou un convoi de mulets (en cas de fort enneigement), fermé par une porte blindée du côté du casernement et défendu par deux autres créneaux pour fusil mitrailleur. Les fusils mitrailleurs (FM) de l'ouvrage étaient chacun protégé par une trémie blindée et étanche (pour la protection contre les gaz de combat). Ils tirent la cartouche de 7,5 mm à balle lourde (modèle 1933 D de 12,35 g au lieu de 9 g pour la modèle 1929 C). Ces FM étaient des MAC modèle 1924/1929 D, dont la portée maximale est de 3 000 mètres, avec une portée pratique de l'ordre de 600 mètres. L'alimentation du FM se fait par chargeurs droits de 25 cartouches, avec un stock de 14 000 par cloche GFM, 7 000 par FM de casemate et 1 000 pour un FM de porte ou de défense intérieure. La cadence de tir maximale est de 500 coups par minute, mais elle est normalement de 200 à 140 coups par minute,.
Le bloc 2 est juste à côté du bloc d'entrée, quelques mètres plus au sud. C'est une casemate d'artillerie flanquant vers le sud, concentrant une grande partie de la puissance de feu de l'ouvrage (c'est le bloc le mieux armé de toute la ligne Maginot). Par manque de place, les armes sont étagées sur trois niveaux, avec au niveau du sol quatre créneaux blindés pour deux canons-mortiers de 75 mm modèle 1931 (chacun capable de tirer 12 à 13 coups par minute à une distance maximale de 5,9 km) ainsi que deux lance-bombes de 135 mm (six coups par minute à maximum six km), au sous-sol deux créneaux pour mortier de 81 mm (cadence de 12 à 15 coups par minute à une portée maximale de 3 600 m), et à l'étage un créneau pour un jumelage de mitrailleuses (450 coups par minute chacune). La protection rapprochée du bloc est confiée à deux créneaux pour fusil mitrailleur, une cloche GFM (pour guetteur et fusil mitrailleur) et une cloche LG. Le bloc comporte aussi une cloche observatoire VDP (« vue directe et périscopique » ; indicatif O 12), avec en prime un poste optique à l'étage, avec deux créneaux orientés vers les ouvrages du Mont-Agel et de Roquebrune. Les embrasures des canons sont protégées par un cadre en acier serti dans le béton, avec blindage de dix centimètres d'épaisseur, avec au milieu un volet obturateur coulissant en guillotine, le tout surmonté par une visière en béton.
Les mitrailleuses étaient des MAC modèle 1931 F, montées en jumelage (JM) pour pouvoir tirer alternativement, permettant le refroidissement des tubes. La portée maximale avec cette balle (Vo = 694 m/s) est théoriquement de 4 900 mètres (sous un angle de 45°, mais la trémie limite le pointage en élévation à 15° en casemate), la hausse est graduée jusqu'à 2 400 mètres et la portée utile est plutôt de 1 200 mètres. Les chargeurs circulaires pour cette mitrailleuse sont de 150 cartouches chacun, avec un stock de 50 000 cartouches pour chaque jumelage. La cadence de tir théorique est de 750 coups par minute, mais elle est limitée à 450 (tir de barrage, avec trois chargeurs en une minute), 150 (tir de neutralisation et d'interdiction, un chargeur par minute) ou 50 coups par minute (tir de harcèlement, le tiers d'un chargeur). Le refroidissement des tubes est accéléré par un pulvérisateur à eau ou par immersion dans un bac.

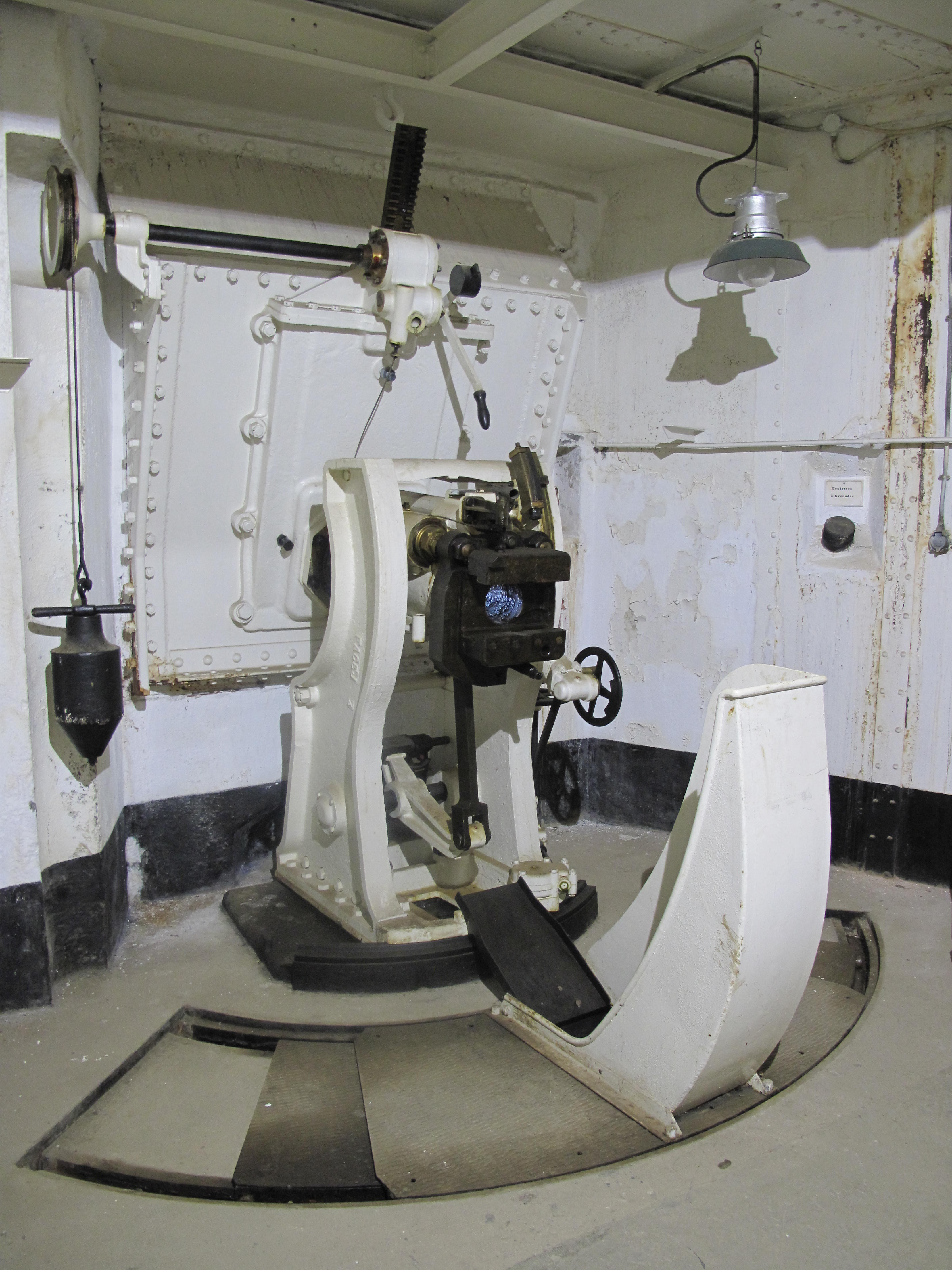
Un des mortiers de 75 mm, tirant des obus de 5 à 7 kg ; derrière la culasse, une gaine menant à un toboggan permet l'évacuation des douilles jusqu'au dernier étage en bas du bloc.
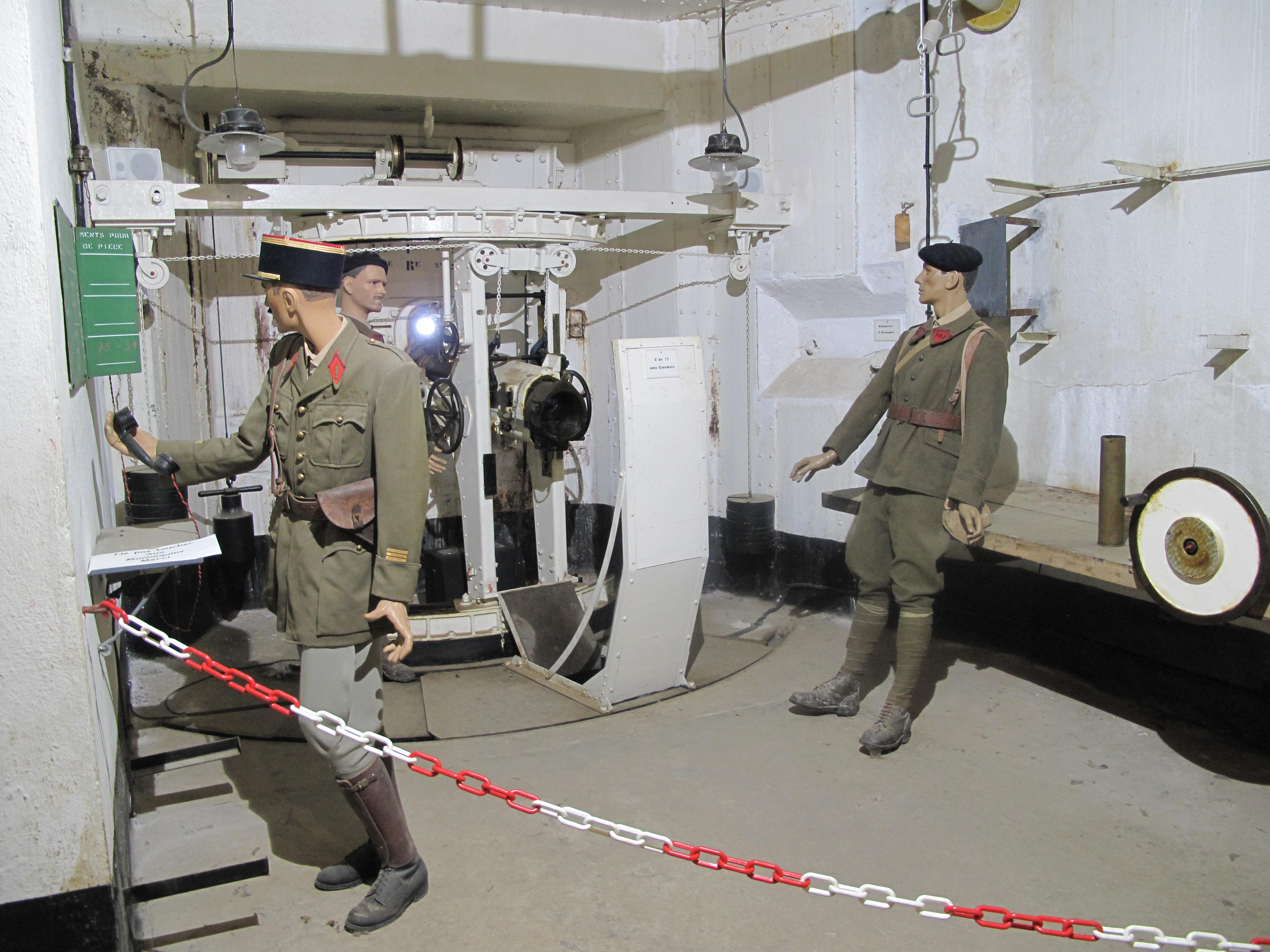
Un des lance-bombes de 135 mm ; le bloc 2 est le seul de la ligne a en avoir deux. Ils lancent des obus de 17 à 19 kg, capable de détruire les constructions et retranchements. Les contrepoids permettent d'équilibrer la pièce, les volants servent au pointage en direction et en hauteur.
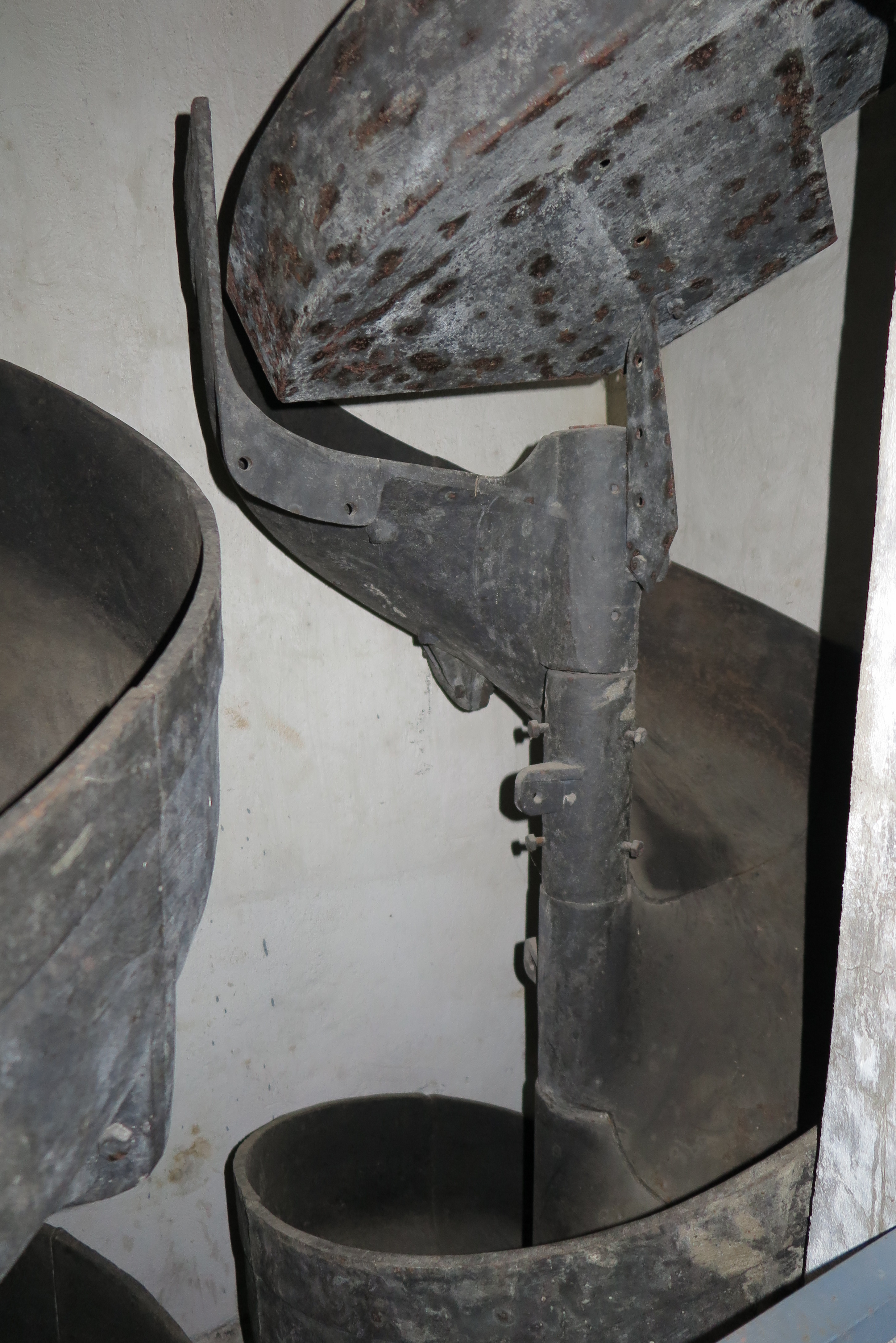
Toboggan pour évacuer les douilles.
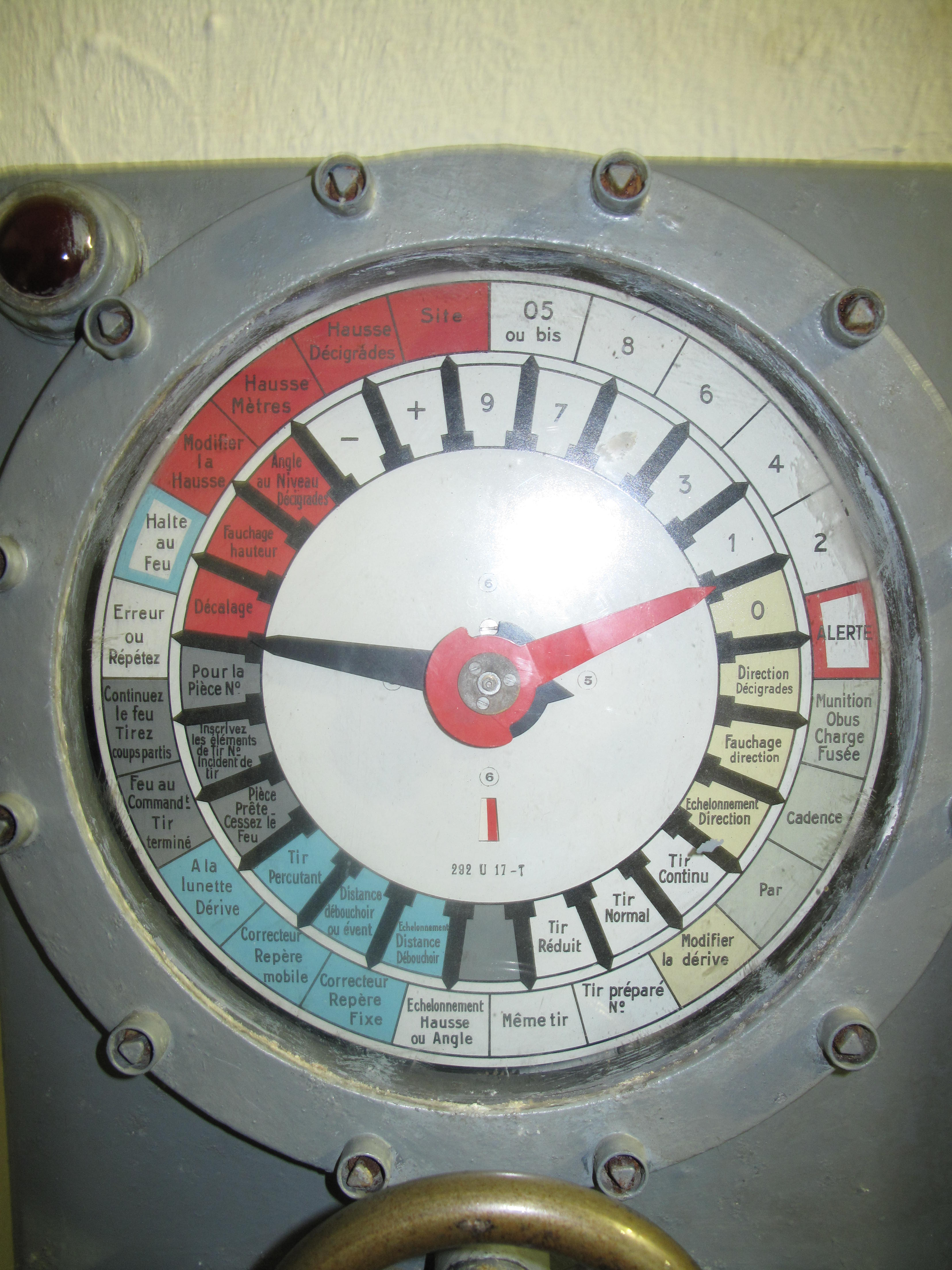
Transmetteur d'ordres entre le PC et la chambre de tir. Le modèle est inspiré de ceux de la marine, pour un environnement bruyant.
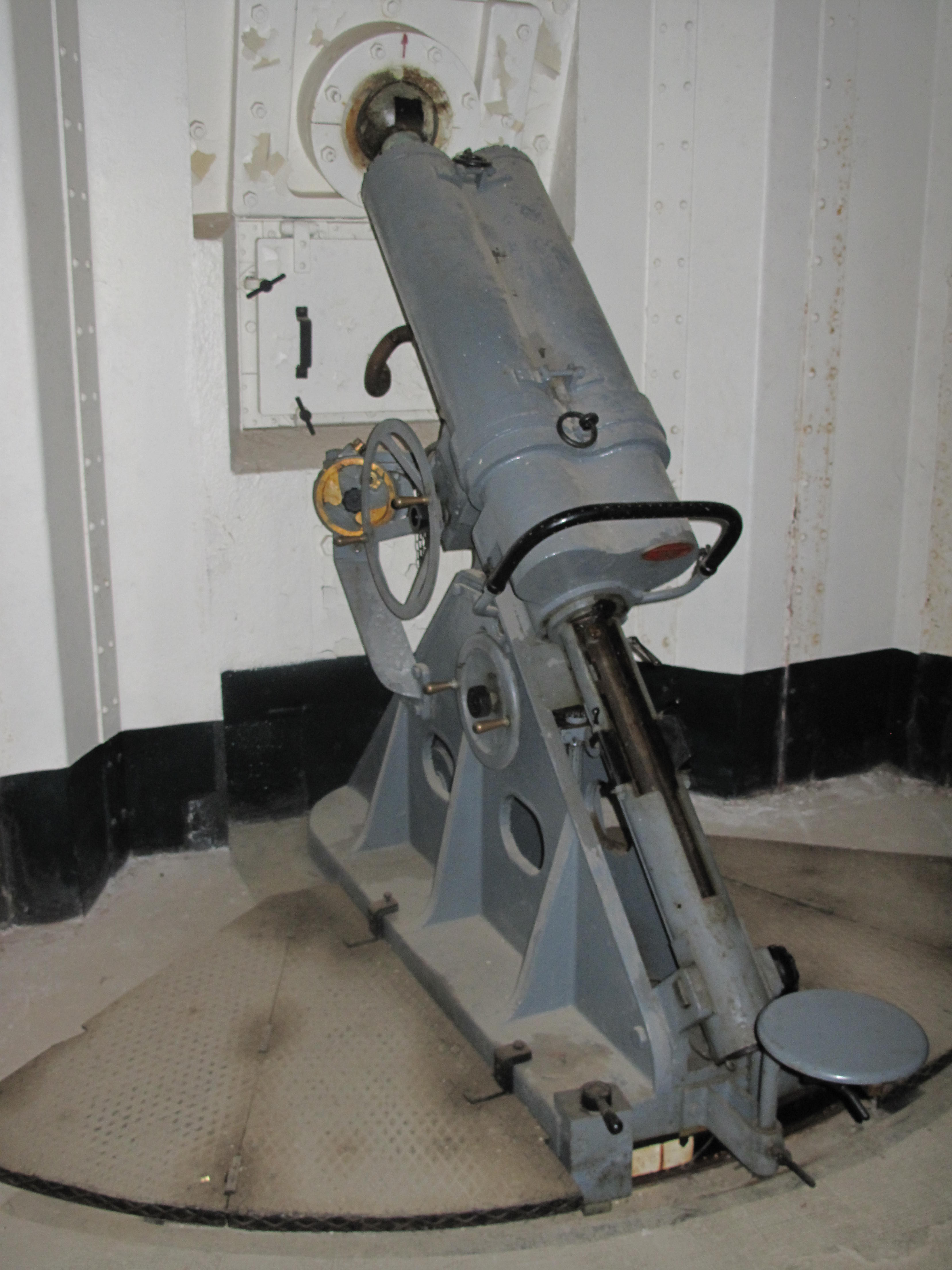
Un des mortiers de 81 mm, tirant des obus à ailettes de 3,3 kg, à partir de l'étage en sous-sol. Le tube est fixe en hauteur (à 45°), mais pas en direction.

Le bloc 3 se trouve au nord, sous les ruines du château. C'est une casemate d'artillerie flanquant vers le nord, avec au niveau du sol trois créneau pour deux canons-mortiers de 75 mm modèle 1931 et un jumelage de mitrailleuses, ainsi qu'en sous-sol deux mortiers de 81 mm. S'y rajoutent une cloche GFM, une cloche VDP (indicatif O 13) et un poste optique orienté vers l'ouvrage de Castillon.
Le bloc 4 est en contrebas sur le versant oriental, équipé de deux créneaux pour fusil mitrailleur et d'une cloche VDP (indicatif O 14).
Les blocs 5 et 6 sont des petits blockhaus non reliés au reste de l'ouvrage, avec une protection moindre, chacun avec seulement un créneau pour fusil mitrailleur. Le bloc 5 est juste en dessous du bloc 2 et tire vers l'est, tandis que le bloc 6 est à l'extrémité nord, tirant vers le sud. Les deux améliorent la couverture du versant.
Les petits ouvrages d'infanterie du Col-de-Garde et du Col-des-Banquettes protègent respectivement les flancs sud et nord de Sainte-Agnès.
|                      | Armement en toiture | Armement en toiture | Armement en toiture | Armement en façade        | Armement en façade | Armement en façade | Armement en façade | Armement en façade |
| Bloc                 | Cloche GFM          | Cloche observatoire | Cloche LG           | Jumelage de mitrailleuses | Fusil mitrailleur  | Canons de 75       | Mortiers de 81     | Canons de 135      |
| -------------------- | ------------------- | ------------------- | ------------------- | ------------------------- | ------------------ | ------------------ | ------------------ | ------------------ |
| Bloc 1 (entrée)      |                     |                     | 1                   |                           | 3                  |                    |                    |                    |
| Bloc 2 (artillerie)  | 1                   | 1                   | 1                   | 1                         | 2                  | 2                  | 2                  | 2                  |
| Bloc 3 (artillerie)  | 1                   | 1                   |                     | 1                         |                    | 2                  | 2                  |                    |
| Bloc 4 (observation) |                     | 1                   |                     |                           | 2                  |                    |                    |                    |
| Bloc 5 (infanterie)  |                     |                     |                     |                           | 1                  |                    |                    |                    |
| Bloc 6 (infanterie)  |                     |                     |                     |                           | 1                  |                    |                    |                    |

## Historique
Au XVIe siècle, la maison de Savoie a construit une première fortification à Sainte-Agnès qui se trouvait à la frontière des domaines du comte de Provence et de la république de Gênes. Cette forteresse a vu les conflits entre les Français et les Sardes. Elle a été la possession du royaume de Piémont-Sardaigne de la chute de Napoléon en 1814 jusqu'à 1860.

### Construction et équipage
En 1927, les discours de Benito Mussolini réclamant le rattachement de Nice, de la Savoie et de la Corse, ainsi que des incidents de frontière, ont pour conséquences le retour des garnisons françaises dans les anciens forts de haute montagne, puis en 1928 le début de la construction de nouvelles fortifications : la ligne Maginot. La construction de l'ouvrage de Sainte-Agnès est confiée à l'entreprise Borie (qui se charge aussi de Gordolon, Flaut, Col-de-Brouis, Monte-Grosso, Barbonnet, Castillon et Cap-Martin), commence en novembre 1931 et se termine en octobre 1934, pour un coût total de 16,8 millions de francs de l'époque (valeur de décembre 1936).
La garnison de l'ouvrage (à l'époque on parle d'équipage) est interarmes, composée de fantassins, d'artilleurs et de sapeurs. En temps de paix, elle est fournie par des unités de la 15e région militaire : le 10 avril 1934, le 5e bataillon du 3e régiment d'infanterie alpine (le 3e RIA) est créé pour fournir les équipages du sous-secteur, avec garnison à Nice. En octobre 1935, le bataillon est renommé en 76e bataillon alpin de forteresse (le 76e BAF), dépendant de la 58e demi-brigade alpine de forteresse (la 58e DBAF), cette dernière ayant la charge de tous les ouvrages du secteur fortifié des Alpes-Maritimes. Les artilleurs sont depuis avril 1935 ceux de la 2e batterie du 157e régiment d'artillerie à pied (157e RAP), renommé en octobre 1938 157e régiment d'artillerie de position, tandis que les sapeurs sont issus des 7e (pour les électromécaniciens) et 28e (pour les télégraphistes) régiments du génie.
Lors de la mise sur pied de guerre d'août 1939, l'application du plan de mobilisation fait gonfler les effectifs avec l'arrivée des réservistes (surtout des frontaliers et des Niçois) et entraîne le triplement des bataillons les 24 et 25 août : la 3e compagnie du 76e BAF donne naissance au 86e BAF, au sein de la 58e DBAF. Ce 86e BAF a la charge du quartier Sainte-Agnès, c'est-à-dire les ouvrages du Col-des-Banquettes, de Sainte-Agnès, du Col-de-Garde et du Mont-Agel, les avant-postes de La Péna et de La Colletta, ainsi que quelques petits blockhaus. Les artilleurs sont désormais ceux de la 8e batterie du 157e RAP (créé autour des Ier et IVe groupes du 157e RAP), tandis que les sapeurs sont regroupés depuis le 27 août 1939 dans le 215e bataillon du génie de forteresse (commun à tout le secteur). Pour l'ouvrage de Sainte-Agnès, l'équipage total est de 310 soldats et sous-officiers, encadrés par huit officiers.

### Combats de 1940
Le royaume d'Italie déclare la guerre à la France et au royaume-Uni le 10 juin 1940. Étant donné l'enneigement tardif pour la saison, les Italiens retardent leur attaque ; l'offensive ne commence qu'à partir du 20 juin, malgré le mauvais temps (interdisant les bombardements aériens).
L'ouvrage de Sainte-Agnès intervient dans la bataille à partir du 22 juin, dans un premier temps par des tirs des mortiers de 75 mm du bloc 3 l'après-midi et pendant la nuit sur le col du Razet pour empêcher les Italiens d'atteindre les avant-postes de Baisse-de-Scuvion et Pierre-Pointue. À partir du 23 juin, les lance-bombes de 135 mm du bloc 2 tirent contre des infiltrations italiennes qui entrent dans Menton. Le lendemain, les lance-bombes et mortiers de 81 mm poursuivent leurs tirs de harcèlement sur la plaine littorale.
L'artillerie de l'ouvrage tire un total de 1 201 obus de 75 mm, 234 obus de 135 mm et 80 de 81 mm jusqu'au 25 juin à 0 h 35, horaire d'application de l'armistice et participe ainsi à l'arrêt des troupes italiennes.

### Occupation et libération
La garnison française évacue l'ouvrage pendant les premiers jours de juillet, la partie alpine de la ligne Maginot se trouvant intégralement dans les 50 km de la zone démilitarisée en avant de la petite zone d'occupation italienne. En novembre 1942, l'occupation italienne s'étend jusqu'au Rhône (invasion de la zone libre), puis le 8 septembre 1943 les forces allemandes remplacent celles italiennes (conséquence de l'armistice de Cassibile).
Après le débarquement de Provence du 15 août 1944 et la libération de Nice le 28 août, les troupes allemandes s'accrochent aux montagnes de l'arrière-pays, profitant du relief et des fortifications françaises pour se protéger.
Dans les années 1950, l'ouvrage est remis en état, dans le contexte de la guerre froide, les fortifications alpines pouvant servir en cas d'invasion du Nord de l'Italie par les forces du pacte de Varsovie. En avril 1961, l'ouvrage est réoccupé par les militaires dans la crainte d'un débarquement dans le contexte du putsch des généraux à Alger.
L'ouvrage est resté dans le domaine militaire jusqu'en 1990, date à laquelle il fut transféré à la commune de Sainte-Agnès.

### État actuel
La commune de Sainte-Agnès l'a transformé en musée ouvert au public. Un des trois groupes électrogènes a explosé en 1961 (à cause d'une erreur de carburant), puis a été démonté.